# Fortunato Vega Rodríguez
Fortunato Vega Rodríguez  (n. Corzos - f. Seoane, 25 de noviembre de 1936) fue un político español.

## Trayectoria
Con el golpe de Estado del 18 de julio de 1936 ingresó al Comité Revolucionario de Defensa de la República. Luego huyó a la montaña. Fue capturado por la Guardia Civil el 24 de noviembre en la sierra de Seoane con Clemente Fernández Lorenzo, Manuel González Yebra y Amable Vidal Enríquez. Fortunato, Manuel y Amable fueron asesinados a balazos allí mismo. Clemente fue asesinado al día siguiente. Fortunato fue enterrado en el cementerio de Seoane .